# Харківський національний медичний університет
Ха́рківський націона́льний меди́чний університе́т, раніше Харківський державний медичний університет. Вищий навчальний заклад, метою якого є підготовка медичних фахівців та підвищення кваліфікації, формування на базі університету науково-виробничого кластеру.
Університет має 8 факультетів: I—IV медичні, стоматологічний та V—VII факультети з підготовки іноземних студентів Навчально-наукового інституту з підготовки іноземних громадян ХНМУ. 
ХНМУ є членом Міжнародної асоціації університетів (під егідою ЮНЕСКО) з 1998 року, внесений до реєстру медичних університетів Всесвітньої організації охорони здоров'я (Avicenna Directories), член Організації PhD програм з біомедицини та медичних наук в Європі ORPHEUS, має сертифікат міжнародної інституційної акредитації на 5 років (24.12.2020—23.12.2025) від Незалежного агентства з акредитації та рейтингу HAAP / IAAR. 
У 2016 році в Харківському національному медичному університеті було відкрито український офіс Міжнародної науково-освітньої дослідницької мережі (USERN).

## Назви
17 січня (29 січня за новим стилем) 1805 року у Харкові був відкритий Імператорський Університет. У складі перших 4 факультетів був і медичний.
1920—1921 роки — Харківська державна медична академія.
1921—1994 роки — Харківський медичний інститут.
З 1994 по 2007 рік — Харківський державний медичний університет.
З 22 листопада 2007 року — Харківський національний медичний університет.

## Історія

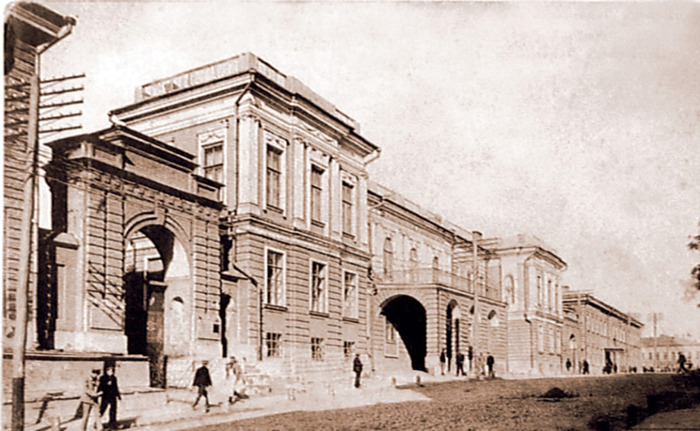
Харківський університет (Старий корпус)

Харківський національний медичний університет пройшов історичний шлях від факультету до вищого навчального закладу, який готує не тільки лікарів, а й педагогічні та наукові кадри для медицини.
У листопаді 1804 року Імператором Олександром I були підписані Затверджувальна грамота і статут Імператорського Харківського університету, урочисте відкриття якого відбулося 17 (29) січня 1805 року.
Згідно з університетським статутом 1804 року засновувалися чотири відділення (згодом факультети): словесних наук, моральних і політичних наук, фізичних і математичних наук, лікувальних та медичних наук. Регулярну навчальну роботу на медичному факультеті можливо було розпочати лише в 1809—1810 акад. році, бо в перший рік роботи університету на цей факультет не було прийнято жодного студента через відсутність бажаючих навчатися медицині. Незважаючи на відсутність студентів-медиків у перші роки існування університету, медичний факультет активно працював. Було створено 6 спеціальних кафедр, а саме Анатомії, фізіології і судово-лікарської науки; Патології, терапії та клініки; Лікарського речовинослів'я, фармації та лікарської словесності; Хірургії; Повивального мистецтва; Худоболікування.
На медичному факультеті викладали вчені, серед яких професори Д. Ф. Лямбль, Л. С. Ценковський, І. П. Щелков, В. П. Крилов, І. П. Лазаревич, В. Г. Лашкевич та інші. Вони заклали підвалини вітчизняної науки. Тут отримали освіту й стали провідними спеціалістами в різних галузях медицини професори: хірурги А. Г. Подрєз і М. П. Трінклер, терапевт П. І. Шатілов, офтальмолог Л. Л. Гіршман, фізіолог В. Я. Данилевський та багато інших. Професори медичного факультету працювали і в практичній медицині. Саме вони виконали в той час перші в Російській імперії операції оваріотомії, тотальної резекції шлунку, операції на серці тощо.
У 1887 року для медичного факультету була збудована спеціальна споруда для анатомічного театру, а 1896 року — чотири самостійні клініки: терапевтична, хірургічна, акушерська та офтальмологічна.
За ініціативою професорів медичного факультету 1861 року було створено Харківське медичне товариство, яке існує й сьогодні. 1910 року це товариство відкрило в Харкові Жіночий медичний інститут.
1920 року Харківський університет було скасовано, його медичний факультет об'єднано з Жіночим медичним інститутом, внаслідок чого утворилася Харківська медична академія. 1921 року її перейменували в Харківський медичний інститут, у якому було організовано два факультети: медико-профілактичний та одонтологічний.
1935 року рішенням Ради Народних Комісарів УРСР в Харкові був організований 2-й Харківський державний медичний інститут, у якому, крім медико-профілактичного, був ще й психо-неврологічний факультет.
З перших днів Другої світової війни на території СРСР частина викладачів та випускні курси студентів пішли на фронт, інститути були відправлені в евакуацію, де продовжували роботу з випуску лікарів, таких необхідних і на фронті, і в тилу.
У грудні 1943 року наказом по Наркоматуохорони здоров'я СРСР обидва Харківських медичних інститути об'єднані в один під назвою Харківський медичний інститут Наркомату охорони здоров'я УРСР. 1944 року інститут реевакуювався до Харкова.
1949 року ХМІ перейшов до 6-річного строку навчання. 1951 року першим серед усіх медичних вузів інститут почав готувати іноземних студентів. В ювілейному 1955 році інститут працював у складі 53 кафедр, які очолювали 43 професори і доктори наук та 10 доцентів. В інституті на трьох факультетах навчалося більше 3,5 тис. студентів. У ті роки інститут знаходився у підпорядкуванні Міністерства охорони здоров'я СРСР.
1978 року в ХМІ був створений четвертий факультет — стоматологічний.
1994 року постановою Кабінету Міністрів України на базі ХМІ створено Харківський державний медичний університет.
2006 року в університеті створено ряд підрозділів: Український інститут клінічної генетики ХНМУ; ДЗ «Спеціалізована медико-санітарна частина № 12» (з 2015 року — ННМК «Університетська клініка ХНМУ»); Університетська стоматологічна клініка (з 2008 року — Університетський стоматологічний центр ХНМУ); ДП «Харківський науково-дослідний інститут гігієни праці та професійних захворювань».
2007 року указом президента України університету надано статус національного.
З 2011 року в університеті діє Навчально-науковий інститут післядипломної освіти.
2017 року створено Навчально-науковий інститут з підготовки іноземних громадян.

## Ректори і декани

### Керівники медичної академії, інституту, університету Харкова з 1920 року по теперішній час
- Гриньов Д. П. президент (липень 1920 — жовтень 1920)
- Туркельтауб Л. С. — начальник (жовтень 1920 — квітень 1921)
- Гусаков Г. В. — начальник (квітень 1921 — травень 1922)
- Коршун С. В. — ректор (травень 1922 — жовтень 1922)
- Кавалеров І. М. — ректор (листопад 1922 — вересень 1923)
- Штрум І. Я. — ректор (вересень 1923—1925)
- Радченко Г. П. — ректор (1925 — січень 1927)
- Жук О. П. — ректор (1927—1929)
- Ловля Д. С. — директор (1929—1937)
- Ткаченко С. З. — директор 2-го мед. інст. (1936—1940)
- Гаспарян А. М. — директор (1937—1944)
- Шупик П. Л. — директор 2-го мед. інст. (1940—1944)
- Трутень Н. І. — в. о. директора (1944—1945)
- Шарлай Р. І. — директор (1945—1949),
- Кононенко І. П. — директор (1949—1959),
- Задорожний Б. Я. — ректор (1959—1975),
- Черненко В. Д. — ректор (1975—1986),
- Циганенко А. Я. — ректор (1986—2005),
- Лісовий В. М. — ректор (2005—2019),
- Капустник В. А. — ректор (2019—2024)
- М'ясоєдов В. В. — ректор (з 2024)[4]

### Декани медичного факультету Харківського університету з 1805 по 1920 рік
- Шумлянський П. М., 1805—1806, 1808—1812
- Коритарі Г. Г., 1807
- Дрейсіг В. Ф., 1813—1815
- Книгін І. Д., 1813, 1816—1826
- Єллінський М. І., 1827—1830
- Блюменталь А. І., 1831—1837
- Ган Ф. І., 1837—1857
- Альбрехт Ф. К., 1858—1863
- Дюмонсі К. О., 1864—1867
- Щелков І. П., 1867—1870
- Зарубін І. К., 1870—1889
- Ковалевський П. І., 1889—1894
- Бруєв О. Я., 1894—1897
- Кульчицький М. К., 1897—1900
- Попов М. О., 1901
- Ломіковський М. М., 1901—1905
- Орлов Л. В., 1905—1908
- Кузнєцов О. Х., 1908—1910
- Пенський Ю. Р., 1910—1920

### Знамениті імена університету
Б. В. Альошин, Д. О. Альперн, Я. А. Аркавін, М. М. Бокаріус, В. О. Бєлоусов, К. Т. Веґнер, В. П. Воробйов, О. Й. Гейманович, Л. Л. Гіршман, Ю. Гофунг, В. Данилевський, В. С. Деркач, О. М. Ковальова, С. Коршун, В. Крилов, І. Лазаревич,, О. Марзєєв, І. П. Міщенко, О. В. Палладін, В. П. Протопопов, В. Я. Рубашкін, М. І. Ситенко, І. О. Соколянський, М. М. Соловйов, В. І. Старіков, С. А. Томилін, М. П. Трінклер, А. М. Утевський, І. І. Файншмідт, Г. Фольборт, Д. Л. Фердман, Б. М. Хмельницький, О. І. Черкес, Є. А. Черніков, В. М. Шамов, Т. І. Юдін.
Періодичні публікації: «Український медичний архів», «Одонтологія».

### Відомі випускники
- Базарнова М. А. — гематолог, діагност, завідувачка кафедри клінічної лабораторної діагностики Київського державного інституту удосконалення лікарів (1973—1990).
- Біловол О. М. — перший заступник Міністра охорони здоров'я України (2007—2008), перший заступник Міністра охорони здоров'я — Головний державний санітарний лікар України (2009), Почесний професор ХНМУ.
- Богатирьова Р. В. — заступник Міністра охорони здоров'я України (1994—1999), Міністр охорони здоров'я України (1999—2000), секретар Ради національної безпеки та оборони України (2007—2012), віце-прем'єр-міністр України — Міністр охорони здоров'я України (2012—2014).
- Бочоришвілі В. Г. — Міністр охорони здоров'я Грузії (1970—1973), засновник і директор Грузинського республіканського протисепсисного центру (1979—2000).
- Гуревич М. Г. — Народний комісар охорони здоров'я України (міністр) (1920—1925).
- Драннік Г. М. — лікар-імунолог, Керівник Українського центру клінічноїх імунологіїАМН та МОЗ УКраїни (від 1987), зробив вагомий внесок  у створення в Україні служби клінічної імунології, почесний професор ХНМУ.
- Жданов В. М. — заступник Міністра охорони здоров'я  СРСР і Головний державний санітарний інспектор СРСР (від 1955), директор Інституту вірусології ім. Д. Й. Івановського АМН СРСР (1961—1987).
- Кадьян І. О. — Герой Соціалістичної Праці (1969).
- Касьян М. А. — лікар-остеопат, Заслужений лікар УРСР(1989), Народний лікар СРСР (1990).
- Комаровський Є. О. — лікар-педіатр, письменник, телеведучий.
- Кононенко І. П. — Народний комісар охорони здоров'я УРСР (міністр) (1944—1946).
- Корж В. П. — Міністр України у справах сім'ї, молоді та спорту (2006—2007).
- Корж М. О. — ортопед-травматолог, директор ДУ «Інститут патології хребта та суглобів ім. проф. М. І. Ситенка НАМНУ» (з 1996).
- Ладний І. Д. — епідеміолог, заступник Генерального директора ВООЗ (1976—1983).
- Лазуренко В. В. — акушер-гінеколог, доктор медичних наук, професор[5].
- Малая Л. Т. — кардіолог, завідувачка кафедри шпитальної терапії і клінічної фармакології Харківського державного медичного університету (з 1955).
- Москаленко В. Ф. — заступник Міністра охорони здоров'я України (1998), перший заступник Міністра охорони здоров'я України (1999), Міністр охорони здоров'я України (2000—2002), Почесний професор ХНМУ.
- Овсієнко І. І. — Народний комісар охорони здоров'я УРСР (міністр) (1938—1944).
- Радевич Л. В. — Заслужений лікар УРСР серед перших семи заслужених лікарів України. (1885—1944).
- Ситенко М. І. — ортопед-травматолог, директор Українського інституту ортопедії і травматології (Харків, 1926—1940).
- Сміян І. С. — педіатр, ректор. Тернопільського державного медичного університету ім. І. Я. Горбачевського (1981—1999).
- Шупик  П. Л. — Міністр охорони здоров'я УРСР (1952—1969), перший заступник Міністра охорони здоров'я СРСР (1954—1956).

### Видатні сучасні науковці
Бабак О. Я., Бойко В. В., Береснєв О. В., Воронцов М. П., Гречаніна О. Я., Дубенко Є. Г., Капустник В. А., Ковальова О. М., Костюк І. Ф., Лісовий В. М., Лупальцов В. І., Одинець Ю. В., Паращук Ю. С., Пилипенко М. І., Приходько В. С., Семидоцька Ж. Д., Шевченко С. І., Яковцова А. Ф.

### Професорсько-викладацький склад
Професорсько-викладацький склад налічує 937 науково-педагогічних працівників, серед них докторів наук — 150, кандидатів наук — 590, викладачів без наукового ступеня — 197.
Серед них працюють: 1 дійсний член НАМН України, 5 членів-кореспондентів НАМН України, 15 заслужених діячів науки і техніки України, 17 заслужених діячів науки і техніки України, 2 заслужені працівники вищої школи України, 13 заслужених лікарів України, 8 лауреатів Державної премії України в галузі науки і техніки України, 28 академіків громадських академій України.
Підготовка студентів, післядипломне навчання лікарів організовані на 71 кафедрі.
Ректоратом здійснюється робота з підготовки кадрового резерву з числа випускників, які зарекомендували себе здатними до наукової роботи в студентські роки та пройшли навчання в магістратурі, аспірантурі. Щороку викладачами захищається від 5 до 10 докторських і понад 40 кандидатських дисертацій. У 2021 році було захищено 7 докторських і 33 кандидатських дисертацій.
В університеті реалізується 17 освітніх і 26 наукових та міжнародних програм. Здійснюється співробітництво за 74 договорами із 66 закладами з 24 країн світу.
З 1951 року університет здійснює підготовку іноземних громадян. За 70 років університетом було підготовлено  понад 36 000 спеціалістів для 73 країн  Азії, Африки, Латинської Америки, країн Близького Сходу.

## Матеріально-технічне забезпечення

### Корпуси та кампуси
На території Головного корпусу ХНМУ розташовані морфологічний корпус, корпуси «А» і «Б», а також Навчально-лабораторний комплекс.
У морфологічному корпусі розміщені теоретичні і професійно-орієнтовані кафедри, які оснащені засобами інтерактивного мультимедійного обладнання та інформаційними системами для проведення освітньої діяльності університету. Загалом аудиторний фонд університету становить 16 лекційних аудиторій. Для виконання завдань спортивно-оздоровчої діяльності університету в корпусі «А» знаходяться  спортивні зали.
Для проведення науково-практичних конференцій і студентського дозвілля в університеті існує актовий зал на 800 посадочних місць.
До структури університету належить анатомічний корпус, укомплектований системою анатомічної візуалізації — Anatomage table, у програмному забезпеченні якого є чотири повноцінних тіла людини і п'яте отримане за допомогою КТ досліджень, база анатомічних структур, бібліотека патологічних станів, збірник гістологічних препаратів, каталог тривимірних фотографій анатомічних органів і ділянок тіла людини, ембріологічні зображення, колекція тривимірної анатомії тварин тощо.
Ще одне надбання медичного університету — синтетичний труп Syndaver. Кожна структура або орган муляжу майже повністю імітує фізичні і біомеханічні властивості аналогів живої людини. Він дозволяє наочно демонструвати особливості розташування і характеристику зовнішнього вигляду органу, пояснювати можливі руху в суглобах і ін.
В анатомічному корпусі розташований анатомічний музей кафедри анатомії людини, який складається з 4 залів загальною площею понад 600 кв. м, де знаходиться понад 4500 анатомічних препаратів і лекційна аудиторія-амфітеатр.
Клінічна підготовка студентів відбувається на 44 кафедрах, які розташовані на базі лікувально-профілактичних закладів міста й області.
Університет має 6 гуртожитків.

### Міжкафедральні симуляційні класи
В університеті створено симуляційні класи для впровадження симуляційного методу навчання з тренажерами для відпрацювання практичних навичок. Метою даного напрямку є створення організаційних та навчально-методичних умов для підвищення якості підготовки, перепідготовки та підвищення кваліфікації лікарів, а також розвиток професійної компетентності спеціалістів системи охорони здоров'я України.
Комп'ютерне та віртуальне моделювання різноманітних клінічних ситуацій являє собою нове спрямування в сучасній школі підготовки висококваліфікованих медичних кадрів вищої та середньої ланки.
На базі Навчально-наукового інституту якості освіти ХНМУ працюють міжкафедральні стимуляційні класи за профілем «Медицина невідкладних станів», «Терапія», «Акушерство та гінекологія», «Хірургія», «Педіатрія», які оснащені симуляторами, манекенами, тренажерами та фантомами для ефективного забезпечення навчального процесу.

## Структура університету
До складу університету входять:

### Факультети
- I та II медичні факультети (спеціальності «Лікувальна справа», ОКР «спеціаліст»; «Медицина», ступінь «магістр»);
- III медичний факультет (спеціальності «Медицина», ступінь «магістр»; «Педіатрія», ОКР «спеціаліст»; «Медсестринство», ступені «бакалавр», «магістр»);
- IV медичний факультет (спеціальності «Медицина», ступінь магістр; «Технології медичної діагностики та лікування», ступені «бакалавр», «магістр»; «Фізична терапія, ерготерапія», ступені «бакалавр», «магістр»; «Громадське здоров'я», ступінь «магістр»);
- V медичний факультет з підготовки іноземних студентів ННІПІГ ХНМУ (спеціальності «Медицина», «Стоматологія», ступінь «магістр»);
- VI медичний факультет з підготовки іноземних студентів ННІПІГ ХНМУ (спеціальності «Медицина», «Стоматологія», ступінь «магістр»);
- VII факультет з підготовки іноземних студентів ННІПІГ ХНМУ (спеціальність «Медицина», ступінь «магістр»);
- Стоматологічний факультет (спеціальність «Стоматологія», ступінь «магістр»).

### Кафедри
| 1. Кафедра хірургічної стоматології та щелепно-лицевої хірургії                                     |
| 2. Кафедра хірургії № 3                                                                             |
| 3. Кафедра хірургії № 2                                                                             |
| 4. Кафедра хірургії № 1                                                                             |
| 5. Кафедра фтизіатрії та пульмонології                                                              |
| 6. Кафедра фармакології та медичної рецептури                                                       |
| 7. Кафедра філософії                                                                                |
| 8. Кафедра фізичного виховання та здоров'я                                                          |
| 9. Кафедра фізіології                                                                               |
| 10. Кафедра урології, нефрології та андрології імені проф. А. Г. Подрєза                            |
| 11. Кафедра української мови, основ психології та педагогіки                                        |
| 12. Кафедра травматології та ортопедії                                                              |
| 13. Кафедра терапевтичної стоматології                                                              |
| 14. Кафедра суспільних наук                                                                         |
| 15. Кафедра судової медицини, медичного правознавства ім. засл. проф. М. С. Бокаріуса               |
| 16. Кафедра стоматології дитячого віку та імплантології                                             |
| 17. Кафедра стоматології                                                                            |
| 18. Кафедра спортивної, фізичної та реабілітаційної медицини, фізичної терапії та ерготерапії       |
| 19. Кафедра радіології та радіаційної медицини                                                      |
| 20. Кафедра психіатрії, наркології, медичної психології та соціальної роботи                        |
| 21. Кафедра пропедевтики педіатрії № 2                                                              |
| 22. Кафедра пропедевтики педіатрії № 1                                                              |
| 23. Кафедра пропедевтики внутрішньої медицини № 2 та медсестринства                                 |
| 24. Кафедра пропедевтики внутрішньої медицини № 1, основ біоетики та біобезпеки                     |
| 25. Кафедра педіатрії № 2                                                                           |
| 26. Кафедра педіатрії № 1 та неонатології                                                           |
| 27. Кафедра патологічної анатомії                                                                   |
| 28. Кафедра офтальмології                                                                           |
| 29. Кафедра оториноларингології                                                                     |
| 30. Кафедра ортопедичної стоматології                                                               |
| 31. Кафедра онкології                                                                               |
| 32. Кафедра нейрохірургії                                                                           |
| 33. Кафедра неврології № 2                                                                          |
| 34. Кафедра неврології № 1                                                                          |
| 35. Кафедра мовної підготовки іноземних громадян                                                    |
| 36. Кафедра медичної та біоорганічної хімії                                                         |
| 37. Кафедра медичної та біологічної фізики і медичної інформатики                                   |
| 38. Кафедра медичної генетики                                                                       |
| 39. Кафедра медичної біології                                                                       |
| 40. Кафедра медицини невідкладних станів, анестезіології та інтенсивної терапії                     |
| 41. Кафедра медицини катастроф та військової медицини                                               |
| 42. Кафедра мікробіології, вірусології та імунології імені професора Д. П. Гриньова                 |
| 43. Кафедра латинської мови та медичної термінології                                                |
| 44. Кафедра клінічної фармакології та внутрішньої медицини                                          |
| 45. Кафедра клінічної лабораторної діагностики                                                      |
| 46. Кафедра клінічної анатомії та оперативної хірургії                                              |
| 47. Кафедра загальної хірургії № 2                                                                  |
| 48. Кафедра загальної хірургії № 1                                                                  |
| 49. Кафедра загальної та клінічної патофізіології імені Д. О. Альперна                              |
| 50. Кафедра загальної практики — сімейної медицини та внутрішніх хвороб                             |
| 51. Кафедра епідеміології                                                                           |
| 52. Кафедра екстреної та невідкладної медичної допомоги, ортопедії та травматології                 |
| 53. Кафедра дитячої хірургії та дитячої анестезіології                                              |
| 54. Кафедра дитячих інфекційних хвороб                                                              |
| 55. Кафедра дерматології, венерології і СНІДу                                                       |
| 56. Кафедра дерматології, венерології і медичної косметології                                       |
| 57. Кафедра громадського здоров'я та управління охороною здоров'я                                   |
| 58. Кафедра гістології, цитології та ембріології                                                    |
| 59. Кафедра гігієни та екології № 2                                                                 |
| 60. Кафедра гігієни та екології № 1                                                                 |
| 61. Кафедра внутрішньої медицини № 3 та ендокринології                                              |
| 62. Кафедра внутрішньої медицини № 2, клінічної імунології та алергології ім. академіка Л. Т. Малої |
| 63. Кафедра внутрішньої медицини № 1                                                                |
| 64. Кафедра внутрішніх та професійних хвороб                                                        |
| 65. Кафедра біологічної хімії                                                                       |
| 66. Кафедра анатомії людини                                                                         |
| 67. Кафедра акушерства, гінекології та дитячої гінекології                                          |
| 68. Кафедра акушерства та гінекології № 2                                                           |
| 69. Кафедра акушерства та гінекології № 1                                                           |
| 70. Кафедра інфекційних хвороб                                                                      |
| 71. Кафедра іноземних мов                                                                           |

### Навчально-наукові інститути ХНМУ
- Навчально-науковий інститут якості освіти ХНМУ
- Центр тривимірних технологій
- Центр дистанційного навчання
- Психологічна служба університету
- Навчально-науковий інститут підготовки іноземних громадян ХНМУ
- Навчально-науковий інститут післядипломної освіти ХНМУ

### Навчальні науково-виробничі об'єднання
- «Терапія» (керівник — проф. О. Я. Бабак, Г. Д. Фадєєнко).
- «Хірургія» (керівник — ак. В. В. Бойко).
- «Акушерство і гінекологія» (керівник — проф. М. А. Щербина, А. М. Гольцев).
- «Урологія» (керівник — чл.-кор. НАМН України, проф. В. Н. Лісовий).
- «Медрадіології» (керівник — проф. М. В. Красносельскій, В. П. Старенький).
- «Медична генетика» (керівник — чл.-кор. НАМН України, проф. Є. Я. Гречаніна, проф. Ю. Б. Гречаніна).

### Науково-дослідні інститути ХНМУ
- Науково-дослідний інститут гігієни праці та професійних захворювань ХНМУ,
- Український інститут мітохондріальної та епігеномної медицини ХНМУ;
- Науково-дослідний інститут експериментальної та клінічної медицини ХНМУ.

### Науково-практичні об'єднання ХНМУ
- Навчально-науковий медичний комплекс «Університетська клініка ХНМУ»[9].
- Університетський стоматологічний центр ХНМУ[10].
- Науково-практичний центр доклінічних і клінічних досліджень ХНМУ.
- Центральна науково-дослідна лабораторія.
- Центр медичного краєзнавства ім. професора В. Д. Отамановського.
- Центр гендерної освіти ХНМУ.

## Освітня робота

### Післядипломна освіта
Діяльність Навчально-наукового інституту післядипломної освіти Харківського національного медичного університету спрямована на підготовку лікарів-інтернів, підвищення кваліфікації та спеціалізації лікарів за акредитованими спеціальностями у галузі знань 22 «Охорона здоров'я», підготовку магістрів за спеціальностями 011 «Освітні, педагогічні науки», 281 «Публічне управління та адміністрування» та підвищення кваліфікації науково-педагогічних та педагогічних працівників, підготовку немедичних працівників з надання першої невідкладної медичної допомоги.

## Наукова робота
Пріоритетні напрямки наукової діяльності
Харківський національний медичний університет має науково-дослідну базу. В університеті виконується близько 50 НДР з таких напрямів, як: профілактика, діагностика та лікування серцево-судинних захворювань; мініінвазивні втручання при гострій та хронічній патології; вдосконалення профілактики, діагностики та лікування вірусних, бактеріальних інфекцій на основі вивчення їхніх патогенетичних механізмів; розробка та впровадження ефективних методів і засобів профілактики, діагностики та лікування найважливіших захворювань і травм; відновна медицина (здоров'я здорових).
Щорічно співробітники університету отримують понад 80 патентів України на винаходи та корисні моделі, видають понад 1400 статей у фахових виданнях. У наукометричній базі SCOPUS університет посідає 5-е місце серед вищих навчальних медичних закладів України.
Університет є засновником чотирьох наукових фахових видань, три з яких входять до Переліку наукових фахових видань України.
Наукові здобутки співробітників університету знаходять своє відображення в електронній базі Наука онлайн, уперше розробленій та впровадженій у медичному виші України.
В університеті здійснюється підготовка докторів наук і докторів філософії. Наразі в аспірантурі навчається 132 здобувачі наукового ступеня доктора філософії.
Студентську і молодіжну науку координує Наукове товариство студентів, аспірантів, докторантів та молодих учених.

### Підготовка наукових кадрів
Доктор філософії:
- медицина
- педіатрія
- стоматологія
- технології медичної діагностики та лікування

## Наукова бібліотека ХНМУ

#### Фонд
Понад 1 млн примірників, з них 37 тис. — в цифровому форматі; навчальної літератури — близько 600 тис. примірників, фонд рідкісних та цінних видань — понад 5 тис. примірників.

#### 8 відділів та 10 секторів
- відділ комплектування документів;
- відділ наукової обробки документів та організації каталогів;
- відділ зберігання фондів;
- відділ обслуговування навчальною літературою;
- відділ обслуговування науковою літературою;
- відділ літератури іноземними мовами;
- інформаційно-бібліографічний відділ;
- відділ інформаційних технологій та комп'ютерного забезпечення.

#### Пункти обслуговування
5 абонементів: 1-3 курсів, 4-6 курсів, наукової літератури, художньої літератури, літератури іноземними мовами;
15 читальних залів та залів для самостійної роботи на 680 посадкових місць, у тому числі 5 читальних залів у студентських гуртожитках і коворкінг.

#### Технічне забезпечення
Локальна мережа об'єднує понад 200 комп'ютерів з доступом до мережі Інтернет, безконтактні сканери, мультимедійні комплекси, інтерактивні відеопанелі для проведення освітньої, наукової та культурно-просвітницької діяльності.

#### Основні показники діяльності
Щорічно обслуговує: за єдиним реєстраційним обліком — до 10 тис. користувачів, усіма структурними підрозділами — 25 тис. користувачів
Видача документів: на фізичних носіях — понад 600 тис., в цифровому форматі — 10 млн.
Відвідуваність: фізично — понад 400 тис., віртуально — 15 млн.

#### Громадська діяльність
Наукова бібліотека співпрацює зі студентським самоврядуванням, підтримує волонтерський рух університету — реалізує власний благодійний проєкт «Світ у дитячих долоньках», є офіційним партнером Української бібліотечної асоціації і бере участь у різноманітних бібліотечних проєктах.

## Міжнародна співпраця
Міжнародна діяльність Харківського національного медичного університету спрямована на підвищення рейтингу університету в системі вищої медичної освіти України й подальшу інтеграцію у світову освітню і наукову спільноту. Ця робота здійснюється в рамках програм співробітництва із зарубіжними університетами та науковими центрами, реалізації міжнародних освітніх програм і проєктів, здійснення спільної науково-дослідницької діяльності, організації науково-практичних семінарів і конференцій та участі в них, обміну кадрами й розвитку академічної мобільності. Міжнародна діяльність університету координується відділом міжнародних зв'язків, який існує в ХНМУ з 1994 року як структурний підрозділ установи.
Сьогодні ХНМУ веде активну науково-освітню співпрацю з 77 освітніми, клінічними, науково-дослідницькими установами в галузі медицини з 24 країн по всьому світу. В рамках договорів про співпрацю проводиться реалізація програм академічної та наукової мобільності. Щорічно співробітники університету здійснюють закордонні відрядження, а студенти університету проходять практичні та тематичні стажування та семестрове навчання в партнерських організаціях. На постійній основі проводяться міжнародні науково-практичні конференції, симпозіуми, семінари та тренінги з підвищення кваліфікації лікарів з різних тематик як в очному, так і онлайн форматах.

## Нагороди та репутація
У наукометричній базі SCOPUS університет посідає 24-те загальне та 5-те місце серед вищих навчальних медичних закладів України, у рейтингу ВНЗ України ЮНЕСКО «Топ 200» — 47-ме місце.
У 2000 році університет нагороджено Орденом Пошани та срібним дипломом рейтингу «Золота фортуна». ХНМУ став лауреатом рейтингу вищих закладів освіти «Україна-2000». У 2001 році колектив університету нагороджено срібним дипломом VII Міжнародного відкритого рейтингу «Золота фортуна» у номінації «Якість III тисячоліття». У 2010 році університет отримав почесне звання «Лідер сучасної освіти» на Міжнародній виставці «Сучасна освіта України», а у 2011 та 2012 роках — «Лідер національної освіти» на Міжнародних виставках «Освіта та кар'єра — 2011» та «Освіта та кар'єра — 2012».

### Відзнаки міжнародної виставки«Освіта та кар'єра»
- 2010 — золота медаль у номінації «Розвиток студентської науково-дослідної роботи».
- 2011 — гран-прі в номінації «Компетентнісний підхід в освітній діяльності вищої школи», золота медаль у номінації «Профорієнтаційна робота серед молоді», почесне звання «Лідер національної освіти» «За багаторічну науково-педагогічну діяльність по розбудові національної освіти».
- 2012 — гран-прі в номінації «Розвиток студентського самоврядування у вищому навчальному закладі», гран-прі в номінації «Розвиток матеріально-технічної бази навчального закладу», почесне звання «Лідер національної освіти» «За багаторічну інноваційну педагогічну діяльність по модернізації освіти в Україні».
- 2013 — гран-прі в номінації «Інноваційний розвиток освіти та сучасні педагогічні технології».
- 2014 — гран-прі в номінації «Кращий дизайн офіційного сайту вищого навчального закладу».
- 2015 — гран-прі в номінації «Міжнародне співробітництво в галузі освіти і науки».
- 2016 — почесне звання «Лідер вищої освіти України» та гран-прі в номінації «Науково-дослідна діяльність навчального закладу».
- 2017 — гран-прі в номінації «Досягнення у працевлаштуванні випускників ВНЗ» та почесне звання «Лідер вищої освіти України».
- 2018 — гран-прі в номінації «Упровадження сучасних засобів навчання, проєктів, програм і технологій для вдосконалення та підвищення ефективності освітнього процесу» та почесне звання «Лідер вищої освіти України».
- 2019 — гран-прі в номінації «Інноваційна діяльність з впровадження організаційно-педагогічних процесів у закладах вищої освіти» та почесне звання «Лідер післядипломної освіти» та «Лідер вищої освіти України»; гран-прі в номінації «Розвиток студентської науково-дослідної роботи» та почесне звання «Лідер вищої освіти України».
- 2020 — гран-прі в номінації «Упровадження сучасних засобів навчання, проєктів, програм і технологій для вдосконалення та підвищення ефективності освітнього процесу» та почесне звання «Лідер вищої освіти України».
- 2021 — гран-прі у номінації «Міжнародне співробітництво в галузі освіти і науки» та почесне звання «Лідер міжнародної діяльності». Сертифікат міжнародної інституційної акредитації на 5 років (24.12.2020—23.12.2025) від Незалежної агенції з акредитації та рейтингу (HAAP/IAAR).

## Культура в університеті

### Музей
Музей Харківського національного медичного університету був створений 1968 року. У травні 1971 року присвоєно звання «Народний музей». Музейне приміщення складається з експозиційної зали розміром 120 кв. м. На 2021 рік музейна колекція нараховує 5549 експонатів, 1026 з яких представлені в діючій експозиції.
Музейна експозиція відображає всі історичні періоди розвитку Харківського національного медичного університету від 1804 року. і дотепер. Перш за все це матеріали медичного факультету Імператорського Харківського університету (1804—1920), серед яких білет для входу до університету, правила для студентів, навчальний план медичного факультету, лікарський знак, загальний устав університету, різні дипломи, кондуїтний список (так звана штрафна книга) тощо. У цьому розділі представлені матеріали Харківського медичного товариства та його Жіночого медичного інституту (1910—1920).
Фотографії, документи та окремі речі дають можливість дослідити історію Харківської медичної академії (1920—1921) та робітфаку. Особливо широко представлена історія Харківського медичного інституту (1921—1994). Серед експонатів цього розділу привертають увагу фотографії відомих професорів, їх дипломи, книги, дисертації, накази по інституту. Тут є унікальні документи, до яких належать лист Комітету з Нобелівських премій до проф. Д. П. Гриньова (1934), сертифікат на поставку радію за підписом М. Кюрі (1927), стаття Ю. Ю. Вороного про роботу з пересадки окремих органів, що передувала проведенню ним першої у світі операції з пересадки нирки людині (1933). Багато музейних експонатів дають уяву про роботу ХМІ під час Другої світової війни.
У музейній експозиції представлені документи про участь харківських медиків в освоєнні цілини, в роботі з ліквідації наслідків аварії на ЧАЕС, у війні в Афганістані. Окремі стенди присвячені сьогоденню в житті університету (2005 — наш час).
Музей став учасником проєкту зі створення каталогу «Музеи медицины и фармации Восточной Европы и республик бывшего Советского Союза», над яким працюють Музей історії медицини ім. Пауля Страдиня, що у Ризі, сумісно з Інститутом історії медицини ім. Карла Зюдхова Лейпцизького університету.
2011 року Міністерство освіти і науки України присвоїло музею ХНМУ звання «Зразковий музей» «За вагомий внесок у справу виховання учнівської та студентської молоді, примноження надбань національної культури, збереження історичної спадщини українського народу та Музейного фонду України, пропаганди пам'яток історії, культури і природи» .

### Газета
Газета «Медичний університет» видається з 1928 року. Упродовж свого існування університетське видання декілька разів змінювало назву: «Рефлекс» (1928—1933), «За радянського лікаря» (1934—1991), «Медвузівець» (1992—1993).
Газета нагороджена дипломом ІІ ступеня Всеукраїнського конкурсу «Вища школа 2008» з врученням срібної медалі, Почесною грамотою Секретаріату Національної спілки журналістів України, Почесною грамотою Харківської обласної державної адміністрації, є неодноразовим переможцем обласного творчого конкурсу журналістів «Часопис».
Газета є літописом університету і на своїх шпальтах пише про проблеми підготовки фахівців, оновлення змісту освіти, інформаційні та освітні технології, повідомляє про важливі події в житті медичного вишу, кращих викладачів та студентів, розвиток в університеті спорту, громадської діяльності тощо.
Обсяг випусків газети — 16 друкованих аркушів, тираж — 500 тис., періодичність — 1 раз на місяць.